# Chenonceaux
Chenonceaux – miejscowość i gmina we Francji, w Regionie Centralnym, w departamencie Indre i Loara.
Według danych na rok 1990 gminę zamieszkiwały 313 osoby, a gęstość zaludnienia wynosiła 72 osoby/km² (wśród 1842 gmin Regionu Centralnego Chenonceaux plasuje się na 828. miejscu pod względem liczby ludności, natomiast pod względem powierzchni na miejscu 1382.).
W Chenonceaux znajduje się jeden z najbardziej odwiedzanych zamków nad Loarą - zamek Chenonceau. W powieści Pan Samochodzik i Fantomas zamek jest głównym miejscem akcji, pod nazwą Zamek Sześciu Dam, jednak teraźniejszość zamku jest zmyślona i tylko dawna historia oraz układ przestrzenny się zgadzają.